# Troglogenion zapoteca
Troglogenion zapoteca is een keversoort uit de familie zwartlijven (Tenebrionidae). De wetenschappelijke naam van de soort is voor het eerst geldig gepubliceerd in 1985 door R. L. Aalbu.